# Eutanyacra pallidicornis
Eutanyacra pallidicornis là một loài tò vò trong họ Ichneumonidae.